# Horreum

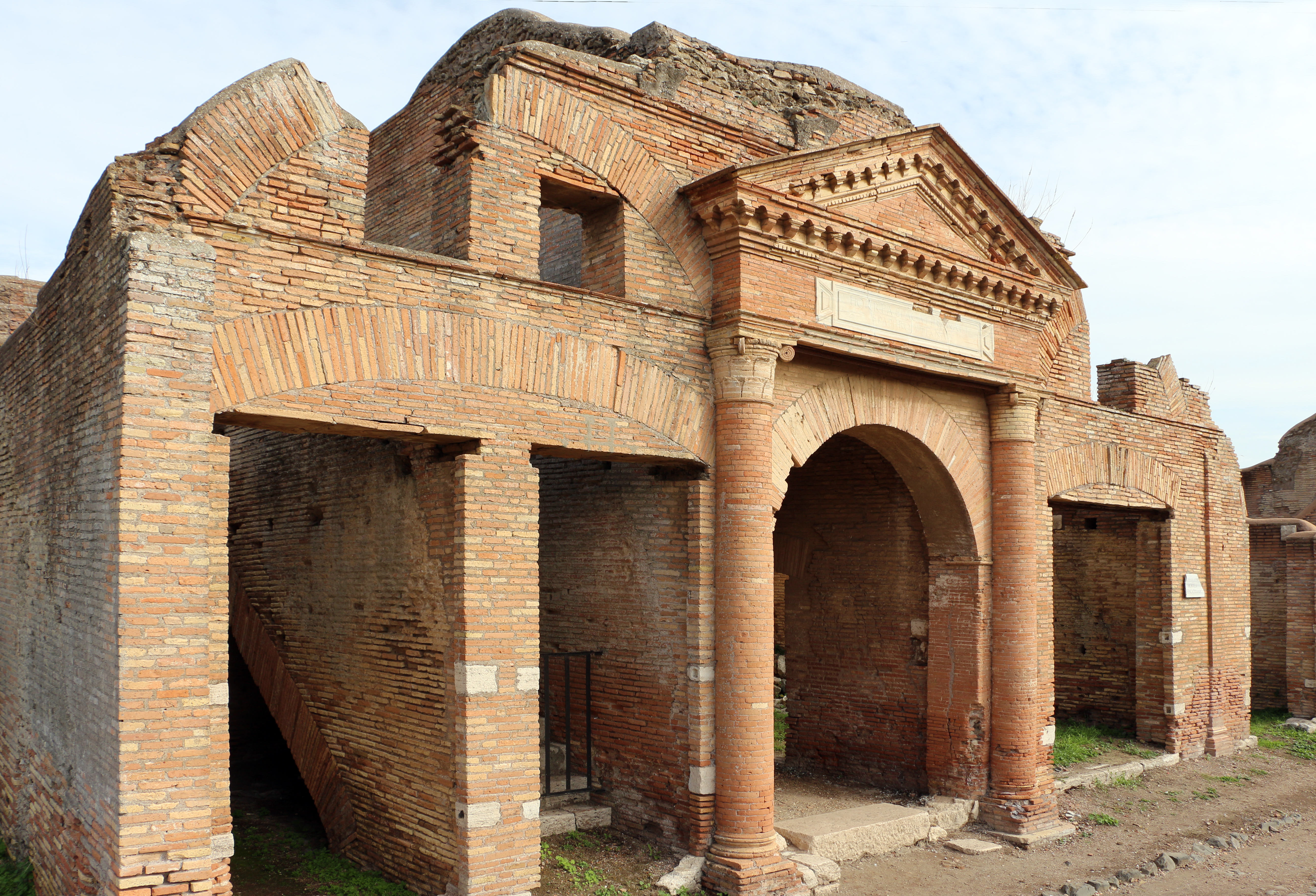
Horrea Epagathiana et Epaphroditiana, in Ostia, erbaut ca. 145–150 n. Chr.

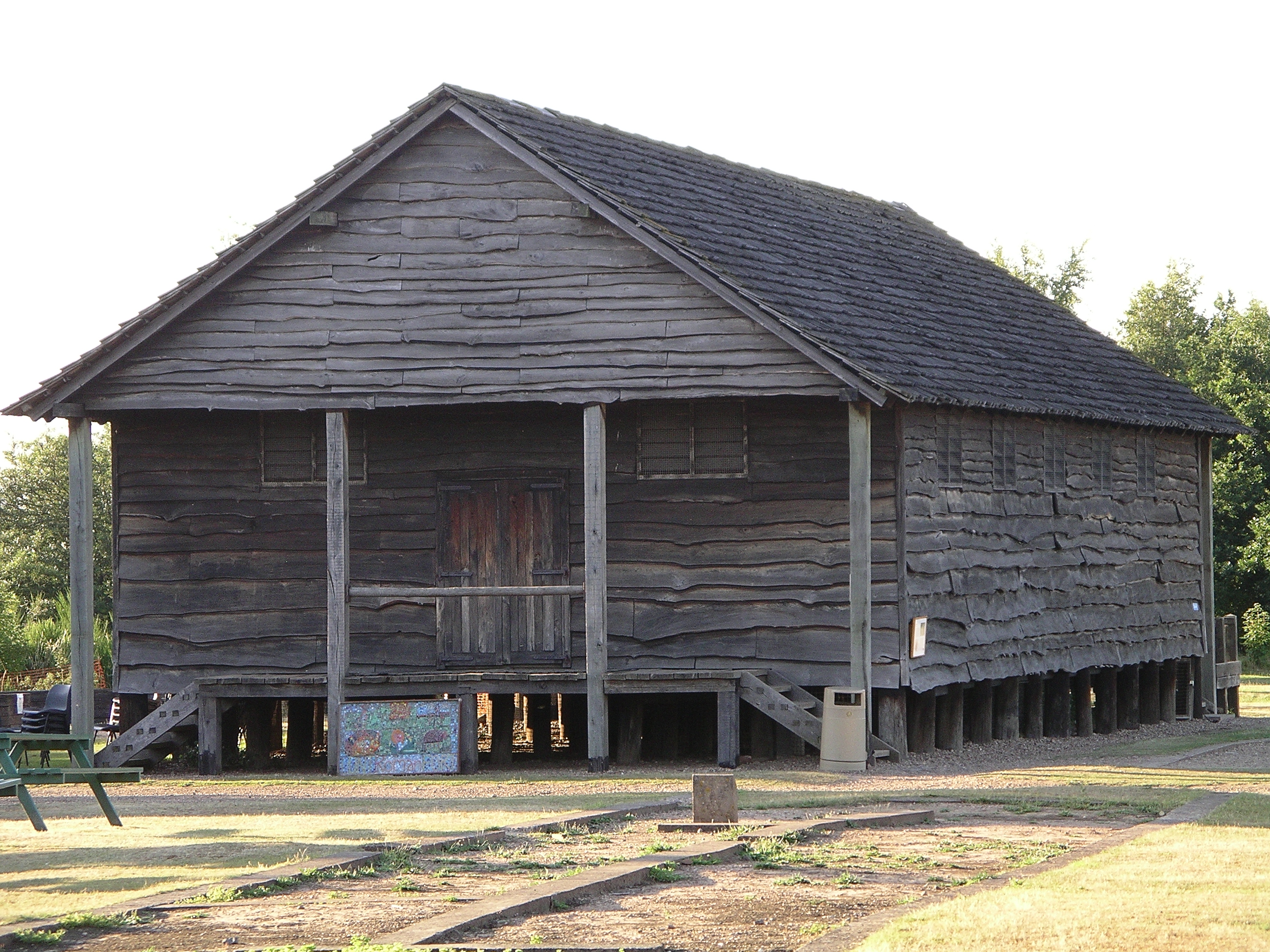
Horreum in Holzbauweise, Kastell Lunt, GB

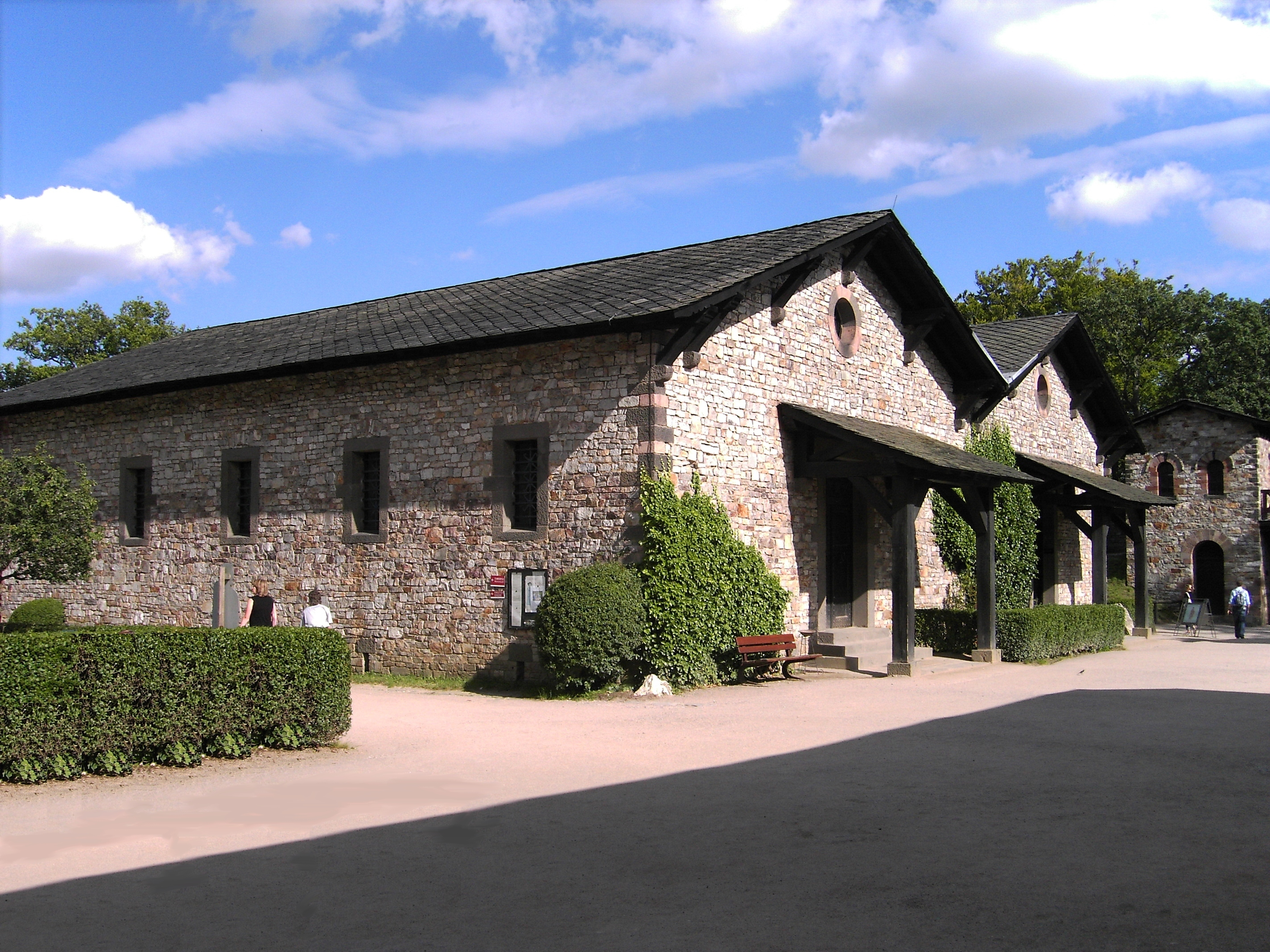
Rekonstruiertes Horreum im Saalburgmuseum

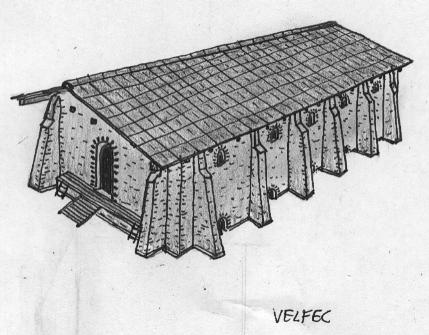
Rekonstruktionsversuch eines Horreums am Salzgries, Legionslager Vindobona, 1. bis 2. Jahrhundert n. Chr.

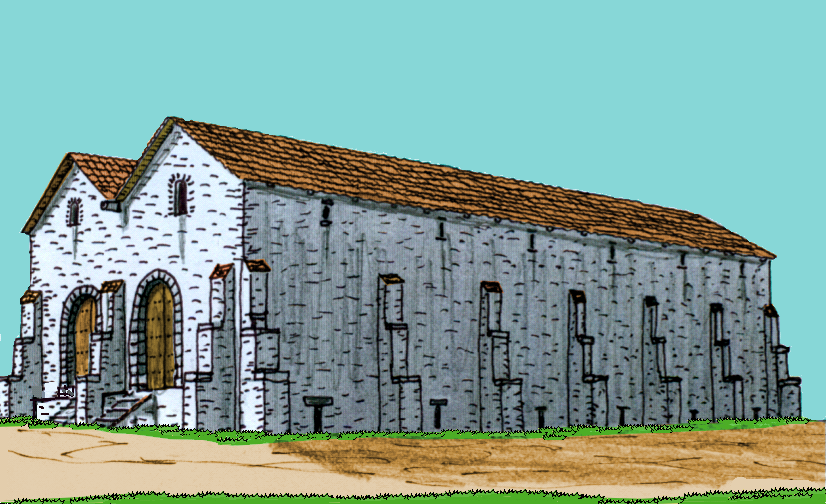
Rekonstruktion des Doppelhorreums im Kastell Housesteads, Bauphase II, frühes 3. Jahrhundert n. Chr.

Ein Horreum (lateinisch horreum; Plural horrea) ist ein römisches Lagerhaus oder Magazingebäude.
Neben Lagerhäusern für Waren aller Art wurden als horrea vor allem Magazine für Lebensmittel bezeichnet, insbesondere für Getreide (diese wurden auch granaria genannt). Es gab Lagerhäuser für spezielle Waren:
- horreum chartarium für Papier
- horreum candelarium für Lampen und Kerzen
- horreum piperatarium für orientalische Waren

Das Erdgeschoss eines Horreums bestand aus einzelnen Kammern (cella oder apotheca), die um einen Hof lagen. Einige Horrea waren zweigeschossig; im Obergeschoss kann die Verwaltung des Gebäudes untergebracht gewesen sein.
Erhaltene Reste von Horrea gibt es in Rom, vor allem aber in Ostia, in Provinzstädten unter anderem in Narbo und Patara.
In den nördlichen Provinzen treten Horrea vor allem bei villae rusticae, vici oder Militärlagern auf. Im Lageplan mittelkaiserzeitlicher Kastelle sind sie meist in der Lagermitte nahe dem Praetorium (Wohnhaus des Kommandanten) bzw. den Principia (Stabsgebäude) zu finden. Bei Versorgungslagern wie Rödgen, South Shields, Innsbruck-Wilten und Anreppen bilden sie den dominierenden Gebäudetyp. Im Saalburgmuseum dient ein rekonstruiertes Horreum als Ausstellungsgebäude.
Auch das Horreum wurde, ebenso wie die übrige Innenbebauung, an die veränderten Anforderungen und die damit verbundenen, architektonischen Änderungen in spätrömischen Kastellen angepasst. Während sie sich im mittelkaiserzeitlichen Kastellen meist an den Lagerhauptstraßen, den Toren oder neben den Stabsgebäude befanden, konnten sie später ohne jegliche Orientierung im Kastellinneren verteilt sein, sich mit der Rückseite an die Innenmauer anlehnen oder sogar außen an die Lagermauer angebaut werden. Dennoch blieben die spätrömischen Horrea, im Vergleich mit ihren mittelkaiserzeitlichen Vorgängern, von der Konstruktion her im Wesentlichen gleich. Nur der Grundriss der Gebäude und ihre Lage in den Kastellen konnten sich mitunter grundlegend ändern. Das Beibehalten der Konstruktionsmerkmale erklärt sich mit den Anforderungen, die an ein solches Speichergebäude gestellt wurden, nämlich ein möglichst kühles und trockenes Klima im Speicherraum zu erzeugen. Erzielt wurde dies durch den erhöhten Fußboden, der auf Mauerzügen, Pfeilern oder Pfosten auflag, fugendichte Wände und eine zusätzliche Estrichauflage im untersten Bodenniveau. Strebepfeiler kommen in mittel- und auch wieder bei spätkaiserzeitlichen Horrea vor. Sie mussten aus statischen Gründen angebracht werden, da sie z. B. einem höheren Getreidedruck standhalten mussten, weil das Saatgut hier höher aufgeschüttet wurde. Die Strebepfeiler könnten aber auch zur Unterstützung einer massiven Dachkonstruktion gedient haben oder aufgrund ungünstiger Bodenverhältnisse oder abschüssigen Geländes eine zusätzliche Stützfunktion innegehabt haben.
Aufgrund ihrer Standorte in den Kastellen konnten folgende Bautypen von spätantiken Horrea unterschieden werden:
- Typ A – Anlehnung an die Kastellinnenmauer,
- Typ B – freistehend im Kastellinneren,
- Typ C – außen an die Lagermauer angebaut,
- Typ D – im Zentrum einer Befestigungsanlage und
- Typ E – Bestandteil eines größeren Baukomplexes.

Ab dem 4. Jahrhundert kommen auch Sonderformen vor wie z. B. Horrea mit Wachtturm (Kastell Eining, Innsbruck-Wilten) oder mit apsidenartigem Abschluss (Eburodunum/Yverdon).